# Timo Cavelius
Timo Cavelius (* 17. Oktober 1996 in Hof) ist ein deutscher Judoka.

## Sportliche Karriere
Timo Cavelius kämpft seit 2016 in der Gewichtsklasse bis 81 Kilogramm. 2018 war er Dritter der U23-Europameisterschaften. Bei den Deutschen Meisterschaften unterlag er 2020 und 2021 im Finale jeweils Tim Gramkow und 2022 Schamil Dzavbatyrov, bevor er 2023 seinen ersten deutschen Meistertitel durch einen Finalsieg über Gramkow erkämpfte. Eine Woche nach dem Titelgewinn erreichte er das Finale beim Grand-Slam-Turnier in Paris und verlor dann gegen den Georgier Tato Grigalaschwili. In den nächsten zwei Monaten folgten zwei dritte Plätze bei den Grand-Slam-Turnieren in Tel Aviv und Tiflis. Im Mai 2023 bei den Weltmeisterschaften in Doha gewann Cavelius seine ersten beiden Kämpfe und schied dann im Achtelfinale gegen den Japaner Takanori Nagase aus. Bei den Europameisterschaften 2023 und 2024 verlor er jeweils seinen Auftaktkampf. Im Mai 2024 erreichte Cavelius das Finale beim Grand Slam in Astana und wurde Zweiter hinter dem Usbeken Sharofiddin Boltaboyev. Zehn Tage später traf Cavelius bei den Weltmeisterschaften in Abu Dhabi in seinem zweiten Kampf auf Tato Grigalaschwili und schied aus. Beim olympischen Judoturnier in Paris verlor Cavelius seinen Auftaktkampf gegen den Israeli Sagi Muki.
Cavelius trainiert in München und ist seit seinem Abitur in der Spitzensportförderung bei der bayerischen Polizei.